# Walter Wilhelm Goetze
Walter Wilhelm Goetze, né le 17 avril 1883 à Berlin et décédé le 24 mars 1961 dans la même ville, est un compositeur allemand d'opérettes.

## Biographie
Walter Goetze est le fils d'un haut fonctionnaire ministériel à Berlin, passionné de musique. Après son diplôme d'école secondaire, il entame des études musicales. Il est l'élève du wagnérien Oskar Möricke. Ses études terminées, il est engagé comme un musicien d'orchestre au cabaret berlinois Pêle-mêle puis au Intimen Theater, où il est remarqué pour la première fois en tant que compositeur de chansons, qu'on retrouvera plus tard dans ses opérettes.
Goetze dirige les orchestres de divers théâtres de la ville, tout en continuant de composer. Cette seule activité lui permet, après quelques années, à vivre comme un compositeur indépendant.
En 1911, a lieu à Hambourg la première de son vaudeville  Parkettsitz Nr. 10. Le véritable succès viendra un peu plus tard, à Berlin, en 1912. À partir de ce moment, Geotze produit chaque année une ou deux nouvelles œuvres pour la scène, principalement des opérettes. Le but de Goetze est de renouveler l'opérette berlinoise. Son plus grand succès est Ihre Hoheit die Tänzerin, écrite en collaboration avec les librettistes Richard Bars et Oskar Felix.

## Œuvres (opérettes)
- Parkettsitz Nr. 10 (Hambourg, 1911)
- Nur nicht drängeln (Berlin, 1912)
- Zwischen zwölf und eins (Leipzig, 1913)
- Wenn Männer schwindeln (Halberstadt, 1913)
- Schürzenmanöver (Leipzig, 1914)
- Der liebe Pepi (Berlin, 1914)
- O schöne Zeit, o sel'ge Zeit (Hambourg, 1917)
- Am Brunnen vor dem Tore (Hamburg, 1918)
- Ihre Hoheit die Tänzerin (Stettin, 1919)
- Die oder keine (Halle, 1919)
- Amor auf Reisen (Berlin, 1920)
- Die Spitzenkönigin (Stettin, 1920)
- Die schwarze Rose' (Berlin, 1922)
- Charlie (Berlin, 1923)
- Die verfolgte Unschuld (Berlin, 1924)
- Die vier Schlaumeier (Berlin, 1924)
- Adrienne (Hambourg, 1926)
- Die Männer der Nanon (Düsseldorf, 1928)
- Henriette Sonntag (Altenbourg, 1929)
- Die göttliche Jette (Berlin, 1931)
- Komödie in Venedig (Magdebourg, 1930)
- Schwarze Husaren (Für eine schöne Frau) (Braunschweig, 1931)
- Hochzeit auf Japata (Magdebourg, 1931)
- Der Page des Königs (Berlin, 1933)
- Akrobaten des Glücks (Berlin, 1933)
- Der goldene Pierrot (Berlin, 1934)
- Schach dem König (Berlin, 1935)
- Der verliebte Wauwau (Sensation im Trocadero) (Stettin, 1936)
- Die grosse Ballerina (1938)
- Tanz der Herzen (Stettin, 1940)
- Der Thespiskarren (Die Primadonna) (Heidelberg, 1950)
- Liebe im Dreiklang (Heidelberg, 1950)
- Der Leutnant der Manuela